# Cathy Freeman
Catherine Astrid Salome Freeman (Mackay, 16. veljače 1973.) je australska atletičarka, olimpijska pobjednica u disciplini 400 m.
Zvjezdani trenutak karijere je osvajanje zlatne medalje na Olimpijskim igrama u Sydneyu 2000. godine. Kako joj je na istim igrama ukazana i čast da bude palitelj olimpijskog plamena tijekom ceremonije otvaranja Igara, postala je prva i do sada jedina osoba koja je na istim Igrama bila počasni palitelj baklje i osvajač zlatne medalje. Kao pripadnik izvorne domorodačke manjine Aboridžina, Freeman je svojim postignućem postala australska heroina za sva vremena.
Na istim Igrama izazvala je kontroverzu time što je pobjedu proslavila mašući zastavom svog aboridžinskog naroda, a ne australskom zastavom, što po pravilima MOO nije dozvoljeno jer se tijekom Igara smije nositi samo zastava države za koju se nastupa. Ipak, njen postupak nije službeno kažnjen.
Freeman je uspješnu atletsku karijeru okončala 2003. godine.